# Timonius carstensensis
Timonius carstensensis är en måreväxtart som beskrevs av Herbert Fuller Wernham. Timonius carstensensis ingår i släktet Timonius och familjen måreväxter. Inga underarter finns listade i Catalogue of Life.